# Liselotte Pulver
Liselotte Pulver, férjezett nevén Liselotte Schmid-Pulver, ismert művésznevén Lilo Pulver (Bern, 1929. október 11. –) svájci színésznő, az 1950-es, 1960-as években a német nyelvű színjátszás egyik legnépszerűbb sztárja. Ismertebb filmjei: Kísértetkastély Spessartban, A spessarti fogadó, Egy szélhámos vallomásai, Egy, kettő, három és Az apáca.

## Élete

### Származása, tanulmányai
1929-ben született Bernben. Szülei Fritz Eugen Pulver építőmérnök és felesége, Germaine. Volt egy bátyja, Eugen Emanuel Pulver (1925–2016), és van egy idősebb nővére, Corinne Pulver (*1927) újságíró, dokumentumfilmes.
1945 után Pulver kereskedelmi középiskolába járt, 1948-as végzése után fotomodellként dolgozott. Önéletrajza szerint egy szerelmi csalódás vitte rá, hogy színésznő legyen. Előbb beszédórákat vett Margarethe Noé von Nordbergtől, majd sikeresen elvégezte a berni színészakadémiát (ma: Hochschule der Künste Bern). A berni városi színházban (Stadttheater) kezdte pályáját, innen a zürichi Schauspielhaus-hoz ment, kisebb szerepeken át klasszikus darabok főszereplőjévé avanzsált.
Első filmszerepét 1950-ben a Föhn című hegymászó-filmben játszotta Hans Albers és Adrian Hoven társaságában. Ilse Alexander és Elli Silman színészügynökségétől kapott szerződést. 1951-ben a Heidelberger Romanze filmbéli szerepével a közönség kedvence lett. Sorozatban kapta a nagyszájú, pimasz fruska-szerepeket. Megnyerő, széles mosolya szinte „márkajelévé” vált.

### Német nyelvű filmjei
Német nyelvterületen 1954–1955-ben nagy népszerűséget szerzett, mint a Jeremias Gotthelf regényeiből készült Uli-történetek Vreneli-je (Uli, a szolga és Uli der Pächter). Ezekben  a német-svájci „Heimat”-filmekben a címszereplő parasztgazdát Hannes Schmidhauser játszotta. Az 1960-as évek végéig Pulver hasonló német nyelvű vígjátékok sorozatában szerepelt Der letzte Sommer (1954), Gyakran gondolok Piroskára (1955), Die Zürcher Verlobung (1957), Egy szélhámos vallomásai (1957), A spessarti fogadó (1958) és Kísértetkastély Spessartban (1960). Helmut Käutner zenés történelmi vígjátékában, az Egy pohár víz-ben Gustaf Gründgens mellett Pulver alakította a főszereplő Anna angol királynőt.

### Nemzetközi karrierje

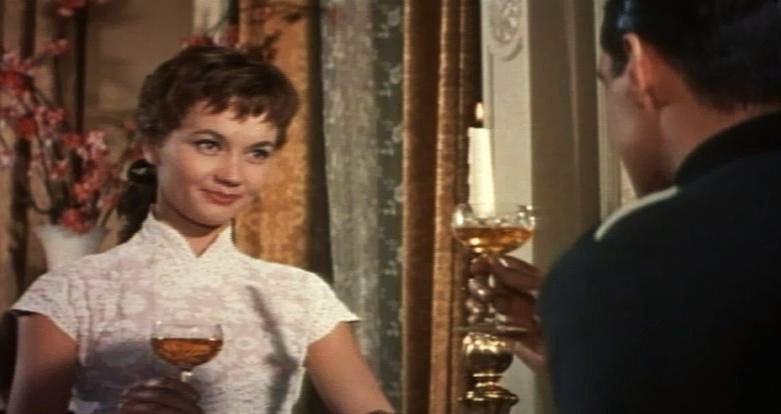
Pulver és John Gavin a A Time to Love and a Time to Die-ban (1958)

Nemzetközi ismertségét két sikeres filmszerep hozta meg. 1958-ban John Gavin mellett játszotta Elizabeth szerepét Douglas Sirk angol rendező 1958-es háborús filmdrámájában, A Time to Love and a Time to Die-ban, amely Erich Maria Remarque Szerelem és halál órája című regényéből készült. Ugyanebben az évben Claude Autant-Lara francia rendező A játékos c. filmjében Gérard Philipe partnere volt. 1961-ben Billy Wilder amerikai rendező  Egy, kettő, három című filmvígjátékában játszotta Ingeborg kisasszonyt, „a szőke csodát”, James Cagney, Horst Buchholz, Hubert von Meyerinck és Pamela Tiffin társaságában. A komédia Molnár Ferenc hasonló című színpadi vígjátéka alapján készült. Az egyik jelenetben Pulver pöttyös ruhában, Aram Hacsaturján Kardtáncának zenéjére az asztal tetején táncol, hogy elcsavarja a szovjet ügynökök fejét. A film bemutatásával egyidőben felépült az igazi berlini fal, a valóra vált mesét a nézők nem találták humorosnak, a film csak később vált közkedveltté.

Lilo Pulver és Paul Hubschmid a … this is your Captain speaking című Swissair-filmben (1968)

1961-ben meghívták a cannes-i nemzetközi filmfesztivál zsűrijébe. 1964-ben Bob Hope és Michèle Mercier mellett Sonya szerepét játszotta a A Global Affair című Jack Arnold-vígjátékban, alakításáért a legjobb női mellékszereplőnek járó Golden Globe-díjra jelölték. 
Az áhított hollywoodi filmes karrier azonban elmaradt. Később, 1993-ban megjelent önéletrajza szerint szerződési kötelezettségei (és egészségi okok) miatt több fontos nemzetközi szerepajánlatot vissza kellett utasítania, így kimaradt a Ben-Hurból (1959), az El Cidből (1961) és A Saint Tropez-i csendőrből (1964) is.
Több francia filmvígjátékban játszott, két alkalommal is Jean Gabin mellett (Monsieur, 1964, és Le jardinier d’Argenteuil, 1966). Christian-Jaque rendező 1965-ös Hajsza a gyémántokért c. vígjátékában Jean Marais-val együtt főszerepelt. Igényes drámai alakítást nyújtott a Denis Diderot regénye alapján készült, Jacques Rivette által rendezett Az apáca c. filmdrámában (1966), ahol a főszerepet, De Chelles főapátnőt alakította, aki szerelmes egyik védencébe, az Anna Karina által játszott Suzanne-ba.

### Kései munkái

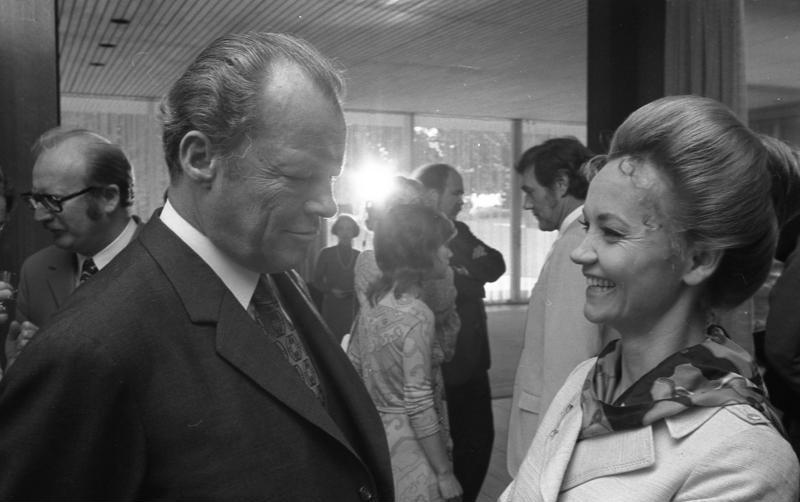
Liselotte Pulver és Willy Brandt szövetségi kancellár (1971)

Az 1970-es évek végétől egyre ritkábban jelent meg filmvásznon és képernyőn. 1978–1985 között visszatért, mint „Lilo“, a NDR tévéállomás Sesamstraße című gyermekműsorában, (a Szezám utca német változatában). Az 1980-as években főleg tévéfilmekben, sorozatokban tűnt fel. Hosszabb szünet után 2007-ben apró cameoszerepben volt látható, az 1957-es „Zürcher Verlobung” új remake-jében. Pulver 1957-es főszerepét, Juliane Thomast 2007-ben Lisa Martinek játszotta. 2012-ben Pulver bejelentette visszavonulását.

### Magánélete
1961-ben feleségül ment Helmut Schmid (1925–1992) német színész-rendezőhöz, akivel a Gustav Adolfs Page, a Kohlhiesels Töchter és az Egy, kettő, három filmekben játszott együtt. Két közös gyermekük született, Marc-Tell Schmid (*1962) és Melisande Schmid (1968–1989). Leányuk 32 éves korában önkezével vetett véget életének.
Liselotte férje, Helmut Schmid 1992-ben elhunyt. 
Az özvegy Liselotte húga, Corinne Pulver újságírónő 1993-ban Melisandes Tod címmel könyvet írt elhunyt unokahúgáról, Melisande-ról.
Az idős színésznő jelenleg a Burgerspittel nevű berni idősotthonban él. Könyvtárát a berni Burgerbibliothek-ra hagyta. 
Magánlevelezését és felvételeinek gyűjteményét 2010-ben átadta a Frankfurti Filmmúzeumnak.

## Fontosabb filmszerepei
- 1950: Föhn; Maria
- 1951: Heidelberger Romanze; Susanne Edwards
- 1952: Klettermaxe; Corry Bell
- 1952: Fritz und Friederike; Friederike
- 1953: Das Nachtgespenst; Trixie
- 1954: Männer im gefährlichen Alter; Anna
- 1954: Schule für Eheglück; Marianne
- 1954: Uli, a szolga (Uli der Knecht); Vreneli
- 1954: Der letzte Sommer; Jessika Tolemainen
- 1955: Hanussen; Hilde Graf
- 1955: Uli, der Pächter; Vreneli
- 1955: Gyakran gondolok Piroskára (Ich denke oft an Piroschka); Rácz Piroska (Piroschka Rácz)
- 1956: Heute heiratet mein Mann; Thesi Petersen
- 1956: Jeanne oder Die Lerche; tévéfilm; Jeanne d’Arc
- 1957: Arsène Lupin kalandjai ( Les aventures d’Arsène Lupin); Mina von Kraft bárónő
- 1957: Die Zürcher Verlobung; Juliane Thomas
- 1957: Egy szélhámos vallomásai (Bekenntnisse des Hochstaplers Felix Krull); Zaza
- 1958: A spessarti fogadó (Das Wirtshaus im Spessart); Franziska von Sandau grófnő
- 1958: A Time to Love and a Time to Die; Elizabeth Kruse
- 1958: A játékos (Le joueur); Pauline Zagorianski
- 1959: Buddenbrooks – 1 + 2. rész; Antonia „Tony” Buddenbrook
- 1960: Egy pohár víz (Das Glas Wasser); Anna angol királynő
- 1960: Kísértetkastély Spessartban (Das Spukschloß im Spessart); Charlotte von Sandau grófnő
- 1960: Gustav Adolfs Page; Gustl Leubelfing apród
- 1961: Egy, kettő, három (One, Two, Three); Ingeborg kisasszony
- 1962: La Fayette; Marie Antoinette
- 1962: Maléfices; Catherine Rauchelle
- 1962: Kohlhiesels Töchter; Liesel Kohlhiesel / Susi Kohlhiesel
- 1963: Frühstück im Doppelbett; Liane Clausen
- 1963: Egy majdnem rendes lány (Una chica casi formal); Lili Steiner
- 1964: A Global Affair; Sonya
- 1964: Monsieur; Elizabeth Bernadac
- 1965: Hajsza a gyémántokért (Le gentleman de Cocody); Baby
- 1966: Az apáca (La religieuse); Madame de Chelles
- 1966: Le jardinier d’Argenteuil; Hilda
- 1967: Spessarti szép napok (Herrliche Zeiten im Spessart); Anneliese
- 1967: „…this is your Captain Speaking!”, Swissair oktató-rövidfilm; pilótafeleség
- 1972: Hoopers letzte Jagd, tévé-minisorozat; Jenny Richardson
- 1972: Le trèfle à cinq feuilles; Daisy
- 1975: Monika und die Sechzehnjährigen; igazgatónő
- 1976: Hungária Kávéház, tévésorozat; „Legyen az özvegyem” c. rész; Olga
- 1978: Az Öreg (Der Alte), tévé-krimisorozat; Ursula Bär
- 1980: Egy világjáró viszontagságai (Kreuzfahrten eines Globetrotters); önmaga
- 1981: Drunter und Drüber, tévésorozat; 6 epizódban, több szerepben
- 1982: Jeden Mittwoch, tévéfilm; Dorothy
- 1983: Menetrend szerint (Boeing Boeing), tévéfilm; Berta
- 1977-1986: Sesamstraße (Sesame Street); tévésorozat; 43 epizódban; Lilo
- 1986: A titkos fiók (Le tiroir secret); tévéminisorozat; összes epizódban; Maryse Leroy
- 1988: Herbst in Lugano; tévéfilm; Jessica Mehring
- 1989-1991: Testestől-lelkestől (Mit Leib und Seele), tévésorozat; 9 epizódban; Else Kempfert
- 1995: Boldog karácsonyt, papa! (Natale con papà), tévéfilm; Schwarzkopf
- 1996: A szupernő (Das Superweib); Alma Winkel
- 2007: Die Zürcher Verlobung - Drehbuch zur Liebe; tévéfilm; önmaga

## Elismerései, díjai

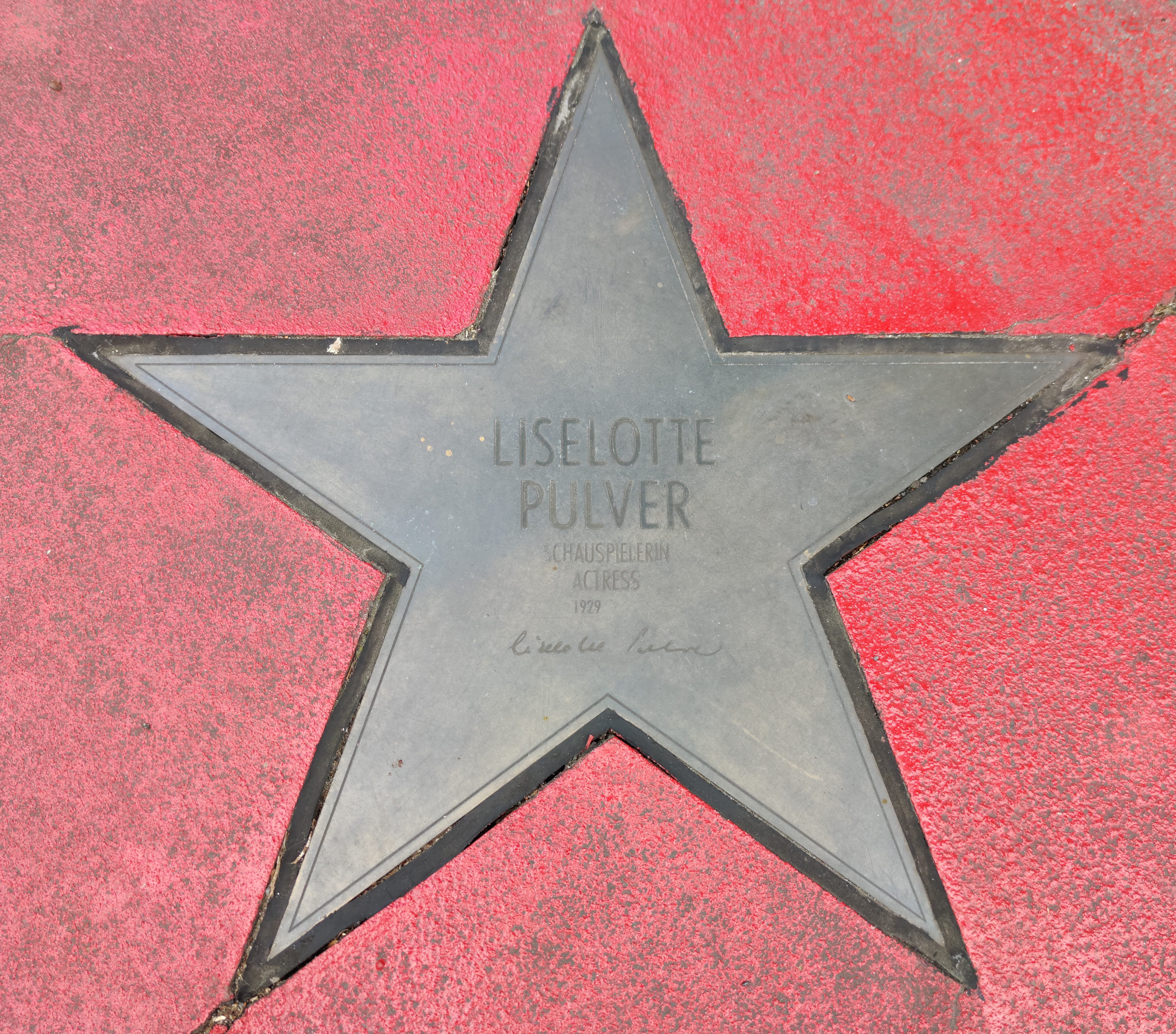
Csillaga Berlinben, a Boulevard der Stars-on

- 1956: Ostende-díj (Der letzte Sommer, és Gyakran gondolok Piroskára)
- 1958: Német filmdíj, Ezüst Filmszalag a legjobb női főszereplőnek (A spessarti fogadó)
- 1960, 1961, 1963, 1966, 1968: Bravo Otto-díj bronz fokozata
- 1963: Golden-Globe, jelölés a legjobb női mellékszereplő díjára (A Global Affair)
- 1963, 1964, 1965, 1967, 1968, 1990: Bambi-díj
- 1964, 1967: Bravo Otto-díj ezüst fokozata
- 1966, 1973, 1974: Arany képernyő-díj (Goldener Bildschirm)[21]
- 1980: Német filmdíj, Arany Filmszalag
- 1986: az NSZK Érdemrendje (Verdienstorden der Bundesrepublik Deutschland), első osztálya
- 1996: Romy-díj, platina életműdíj (Platinum Romy)
- 1998: Bajor Érdemrend (Bayerischer Verdienstorden)
- 1999: Bajor filmdíj, életművéért
- 2007: Arany kamera (Goldene Kamera), életművéért
- 2008: Svájci Televíziós díj (Schweizer Fernsehpreis), életművéért
- 2011: Csillaga a berlini Boulevard der Stars emlékhelyen
- 2011: SwissAward, életműdíj
- 2013: Steiger-díj, életművéért
- 2018: Bambi-díj, életművéért
- 2021: Svájci filmdíj (Schweizer Filmpreis), életművéért[22]

## Kiadott önéletrajzi művei
- Liselotte Pulver, Corinne Pulver. Die Lachstory (német nyelven). Zürich: Droemer-Knaur (1974). ISBN 3-85886-036-0
- Liselotte Pulver. … wenn man trotzdem lacht. Tagebuch meines Lebens (német nyelven). Frankfurt am Main, Berlin: Ullstein (1993). ISBN ISBN 3-548-22918-2
- Liselotte Pulver. Bleib doch noch ein bisschen (német nyelven). München: Langen Müller (1996). ISBN ISBN 3-548-35771-7
- Liselotte Pulver. Meine Wunder dauern etwas länger. Geschichten und Bilder aus meinem Leben (német nyelven). München: Langen Müller (2000). ISBN 3-7844-2744-8
- Liselotte Pulver. Das Geheimnis meines Lachens (német nyelven). München: Langen Müller (2004). ISBN 3-7844-2969-6
- Liselotte Pulver, Olaf Köhne, Peter Käfferlein. Dem Leben ins Gesicht gelacht (német nyelven). Hamburg: Hoffmann und Campe (2016). ISBN 978-3-455-85176-2[23]
- Liselotte Pulver, Olaf Köhne, Peter Käfferlein. Was vergeht, ist nicht verloren. Drehbuch meines Lebens. Lilo Pulver öffnet ihr Privatarchiv (német nyelven). Hamburg: Hoffmann und Campe (2019). ISBN 978-3-455-00647-6[24]

## További információ
- Liselotte Pulver a Facebookon
- Liselotte Pulver a PORT.hu-n (magyarul)
- Liselotte Pulver az Internetes Szinkronadatbázisban (magyarul)
- Liselotte Pulver az Internet Movie Database-ben (angolul)
- Liselotte Pulver a Rotten Tomatoeson (angolul)
- Liselotte Pulver. Filmkatalógus.hu (magyarul)
- Liselotte Pulver az AlloCiné weboldalán (franciául)
- Liselotte Pulver Pictures (angol nyelven). famousfix.com